# Mathieu Tagny
Mathieu Tagny est un médecin et militant politique camerounais.

## Biographie
Il est le fondateur d'une polyclinique à Bafoussam qui porte son nom.

### Militant de l'UPC
Il est l'un des dirigeants de la section de Yaoundé de l'UPC. Dans un rapport daté de décembre 1954, les autorités françaises s’inquiètent particulièrement à son sujet : « Son intelligence, son réel courage moral, sa vie ascétique et ses belles qualités professionnelles [...] lui donnent un très grand rayonnement. »
Il est incarcéré à partir du 28 mai 1955 à la prison de Yaoundé à la suite de l'interdiction de l'UPC. Il introduit le 20 juillet 1957 un recours devant le Conseil du Contentieux Administratif ; dans sa requête, il demande la condamnation de l'État à lui payer une somme représentant le montant de la solde durant la période de détention allant du 31 mai 1955 au 6 mars 1956. Dans un récit autobiographique, il écrira au sujet de son emprisonnement : « je devais m'estimer heureux de n’être pas passé par le commissariat, parce que les policiers m'y attendaient et m'auraient tabassé à mort. Je vous passe les atrocités de la prison car, à elles seules, elles pourraient constituer un ouvrage. Mais, dans mon malheur, j'ai de la chance car, quelques mois plus tard, je suis transféré au quartier des Blancs où je bénéficie d'un petit lit. »
Après sa libération, il est chargé par l'UPC de diriger un « hôpital » dans un maquis. Rapidement localisés, lui et ses compagnons sont arrêtés. Il rompt avec l'UPC au cours de cette nouvelle incarcération.